# 시벨 시베르
시벨 시베르(튀르키예어: Sibel Siber, 1960년 12월 13일 키프로스 니코시아 ~ )는 북키프로스의 정치인이다. 소속 정당은 공화 터키당이다.
2013년 6월 13일부터 2013년 9월 2일까지 북키프로스의 총리를 역임했다. 2013년 9월 4일부터 현재까지 북키프로스 의회 의장을 역임하고 있다.